# Sveta Ana v Slovenskih goricah
Sveta Ana v Slovenskih goricah este o localitate din comuna Sveta Ana, Slovenia, cu o populație de 143 de locuitori.